# Medicago caerulea
Medicago caerulea là một loài thực vật có hoa trong họ Đậu. Loài này được Less. ex Ledeb. miêu tả khoa học đầu tiên năm 1842.